# International Accounting Standard 11
Der International Accounting Standard 11 (IAS 11) war eine Rechnungslegungsvorschrift des IASB über die Bilanzierung von Erträgen und Aufwendungen von Fertigungsaufträgen. Das sind solche Aufträge, die kundenspezifische Merkmale aufweisen, etwa der Bau einer Brücke oder einer Fabrik. IAS 11 wurde ab 2018 vom neuen Standard IFRS 15 (Erlöse aus Verträgen mit Kunden) ersetzt.

## Zielsetzung
IAS 11 verpflichtet unter bestimmten Voraussetzungen zur Gewinnrealisierung nach dem Fertigstellungsgrad (Percentage of Completion Method, POC-Methode). Gemäß dieser Methode werden die entsprechend dem Fertigstellungsgrad angefallenen Auftragskosten den Auftragserlösen zugeordnet. Hieraus ergibt sich eine Berücksichtigung von Erträgen, Aufwendungen und Ergebnis entsprechend dem Leistungsfortschritt. Diese Methode liefert nützliche Informationen zum Stand der Vertragsarbeit sowie zur Leistung während einer Periode.
Im Gegensatz dazu dürfen nach den Vorschriften des (deutschen und österreichischen) Handelsgesetzbuchs (namentlich § 252 I 4 HGB für Deutschland) Gewinne aus solchen Projekten aufgrund des Vorsichtsprinzips und den Grundsätzen ordnungsmäßiger Buchführung erst dann ausgewiesen werden, wenn diese auch tatsächlich realisiert wurden, etwa bei Übergang des wirtschaftlichen Eigentums (Completed Contract Method).
IAS 11.03 unterscheidet folgende Vertragstypen:
- Festpreisvertrag („fixed price“): ein fester Preis bzw. ein festgelegter Preis pro Outputeinheit ist vereinbart, wobei diese an eine Preisgleitklausel gekoppelt sein können
- Kostenzuschlagsvertrag („cost plus“): auf die abrechenbaren oder anderweitig festgelegten Kosten wird ein vereinbarter Prozentsatz dieser Kosten oder ein festes Entgelt aufgeschlagen.

Für die Anwendung der Percentage of Completion Method muss das Ergebnis eines Fertigungsauftrags verlässlich geschätzt werden können. Gemäß IAS 11.23 ist das wie folgt der Fall:
- Festpreisvertrag:
  - Die gesamten Auftragserlöse können verlässlich bewertet werden;
  - es ist wahrscheinlich, dass der wirtschaftliche Nutzen aus dem Vertrag dem Unternehmen zufließt;
  - sowohl die bis zur Fertigstellung des Auftrags noch anfallenden Kosten als auch der Grad der erreichten Fertigstellung können am Bilanzstichtag verlässlich bewertet werden;
  - die dem Vertrag zurechenbaren Kosten können eindeutig bestimmt und verlässlich bewertet werden, so dass die bislang entstandenen Kosten mit früheren Schätzungen verglichen werden können.

- Kostenzuschlagsvertrag:
  - Es ist wahrscheinlich, dass der wirtschaftliche Nutzen aus dem Vertrag dem Unternehmen zufließt;
  - die dem Vertrag zurechenbaren Auftragskosten können eindeutig bestimmt und verlässlich bewertet werden, unabhängig davon, ob die gesondert abrechenbar sind.

Sofern das Ergebnis eines Fertigungsauftrag nicht verlässlich geschätzt werden kann, ist der Erlös nur in Höhe der angefallenen Auftragskosten zu erfassen, die wahrscheinlich einbringbar sind, bei gleichzeitiger Erfassung der angefallenen Auftragskosten als Aufwand in der Periode. Dies kommt – wie im HGB – einer Bewertung zu Herstellungskosten gleich.
Ist es wahrscheinlich, dass die gesamten Auftragskosten die gesamten Auftragserlöse übersteigen werden, sind die erwarteten Verluste sofort als Aufwand zu erfassen.
Der Fertigstellungsgrad (Percentage of Completion) wird wie folgt errechnet:
{\displaystyle {\mathsf {Fertigstellungsgrad={\frac {\text{Bisher angefallene Kosten des Projekts}}{\text{Gesamtkosten des Projekts}}}}}}

## Beispiel
- Herstellungszeitraum vom 1. Januar 2005 bis 31. Dezember 2009.
- Die gesamten Herstellungskosten betragen 500.000,- Euro.
- Als Gesamtgewinn werden 80.000,- Euro veranschlagt.
- Bis zum 31. Dezember 2005 sind bereits 100.000,- Euro an Kosten angefallen, was 20 % der gesamten Kosten entspricht.
- Nun werden – äquivalent zu den Kosten – auch 20 % des Gewinns dem Jahr 2005 zugewiesen, wodurch 2005 ein Gewinn von 16.000,- Euro entsteht.
- Zu beachten ist hier die Berücksichtigung von Steuerlatenzen (in diesem Falle eine Steuerrückstellung bzw. passive latente Steuer), da sich die IFRS- und Steuer-Bilanz um 16 TEUR unterscheiden. Somit wird pflichtmäßig eine Steuerrückstellung i.H.v. 16.000 x Steuersatz gebildet.